# Slobodan Tedić
Slobodan Tedić, né le 13 avril 2000 à Podgorica au Monténégro, est un footballeur serbe qui évolue au poste d'avant-centre au FK Čukarički.

## Biographie

### Carrière en club

#### Čukarički
Slobodan Tedić est formé au FK Vojvodina avec qui il signe son premier contrat professionnel le 27 juin 2017. Il rejoint en août 2017 le FK Čukarički. C'est avec ce club qu'il fait ses débuts en professionnel, le 14 octobre 2017, alors qu'il n'a que 17 ans. Ce jour-là, il entre en jeu lors d'un match de championnat contre le FK Javor Ivanjica, où les deux équipes se séparent sur un score nul (0-0). Le 17 mai 2018, il inscrit son premier but en pro face à son club formateur, le FK Vojvodina, lors d'une lourde défaite des siens par six buts à un, où il est le seul à marquer pour son équipe.
Il se fait remarquer lors des matchs de qualifications pour la Ligue Europa lors de la double confrontation face au FC Urartu, en marquant un doublé au match aller le 11 juillet 2019 (victoire 3-0 de FK Čukarički) et en inscrivant un autre but et délivrant une passe décisive au retour le 16 juillet (victoire 0-5)). Il est alors considéré comme l'un des joueurs les plus prometteurs du football serbe.

#### Manchester City et PEC Zwolle
Recruté par Manchester City, Slobodan Tedić est laissé dans un premier temps à son club formateur jusqu'à la fin de saison. Le 1er septembre 2020 il est prêté au club néerlandais du PEC Zwolle pour une saison.
En mai 2021, son prêt à Zwolle est prolongé d'une saison.

### Carrière en sélection nationale
Avec les moins de 17 ans, il participe au championnat d'Europe des moins de 17 ans en 2017. Lors de cette compétition, il joue trois matchs, avec notamment une victoire contre l'Irlande.
À partir de 2018, Slobodan Tedić est sélectionné avec l'équipe de Serbie des moins de 19 ans. Il délivre une passe décisive contre l'Irlande du Nord en novembre 2018, puis officie comme capitaine lors d'un match contre la Slovénie en février 2019.